# Aspila ononis
Aspila ononis är en fjärilsart som beskrevs av Ignaz Schiffermüller 1775. Aspila ononis ingår i släktet Aspila och familjen nattflyn. Inga underarter finns listade i Catalogue of Life.